# 오시마 하루키
오시마 하루키(일본어: 大嶋 春樹, 2000년 7월 11일~)는 일본의 축구 선수이다.

## 구단 경력
그는 2023년 J3리그의 YSCC 요코하마에 입단했다. 2024년까지 60경기에 출전하여, 4득점을 넣었다. 2025년 가이나레 돗토리로 이적했다.